# Rhipha flavoplaga
Rhipha flavoplaga är en fjärilsart som beskrevs av William Schaus 1905. Rhipha flavoplaga ingår i släktet Rhipha och familjen björnspinnare. Inga underarter finns listade.